# Пит Рок
Пи́тер Фи́ллипс (англ. Peter Phillips), более известный как Pete Rock (рус. Пит Рок; род. 21 июня 1970, Нью-Йорк, США) — американский музыкальный продюсер, битмейкер и рэпер. Он стал известен в начале 90-х, как участник дуэта Pete Rock & CL Smooth. После распада дуэта, Рок начал сольную карьеру, которая принесла ему всемирную известность. Совместно с группами, такими как Stetsasonic, A Tribe Called Quest, The Roots и Gang Starr, Рок сыграл важную роль в объединении элементов хип-хоп и джазовой музыки.
Рок является старшим и младшим двоюродным братом рэперов Grap Luva и Heavy D, соответственно.

## Биография

### Ранние годы
Пит Рок родился 21 июня 1970 года в Бронксе, Нью-Йорк, став шестым из семи детей ямайских иммигрантов. Его семья переехала в Маунт-Вернон, штат Нью-Йорк, когда ему было семь лет. В средней школе он познакомился со своим будущим партнёром CL Smooth. Отец Пита в неполный рабочий день работал диджеем и имел внушительную коллекцию записей. Рок часто ходил с отцом в крикет-клуб Wembley в Бронксе и смотрел, как он включает записи для гостей. Пит работал газетчиком, разнося почту в своём районе. Это была его первая работа.

## Карьера
В 1987 году состоялось первое появление Рока в хип-хопе с Марли Марлом, в качестве диджея в Нью-Йорке на радиошоу In Control С Marley Marl. 17-летний Филлипс был признан слушающей аудиторией. Он использовал двойные копии каждой записи, чтобы сократить каждую песню, которую он играл, когда большинство новых диджеев в Нью-Йорке использовали только двойные копии на каждой третьей или четвёртой песне. Продвигаемый ростом его популярности, он начал производить музыку на лейблах в начале 1990-х годов. В 1991 году он вместе с CL Smooth, выпустил EP All Souled Out.
В следующем году Mecca и Soul Brother, первым из двух полнометражных альбомов. Критики одобрили альбомы, а у публики они запомнились, как «классика» хип-хопа. Pete Rock и CL Smooth впервые подписал контракт с Elektra Records, под управлением исполнительных продюсеров Eddie F, Heavy D и Boyz, который также удались, как Pete Rock в качестве продюсера. Pete Rock был одним из первых трёх «Неприкасаемых» производителей, вместе с Eddie F и Nevelle Godge.
В течение этого периода, Pete Rock начал выпускать песни для других рэперов, таких, как «Down With The King» для Run-DMC и «The World Is Yours» для Nas, а также ремикс сингла для Jeru Damaja («You Can’t Stop the Prophet»), Public Enemy («Shut 'Em Down»), и The Notorious BIG («Juicy» — оригинал, якобы основанный на собственном демо Рока). Пит и CL последовали Мекке в 1994 году с The Main Ingredient. Как и предшествующий альбом, The Main Ingredient также получил широкое признание критиков. Однако, вскоре после выхода альбома, дуэт распался и разошёлся в разные стороны, Рок решил акцентироваться на других исполнителях.
В 1995 году он сформировал группу INI, с Grap Luva, Роб-O, и I Love H.I.M, и выпустил «Classic 12», "Fakin «Jax». Трио записало альбом Center of Attention (первоначально назывался The Life I Live), который имел много пиратских копий и остался неизданным до 2003 года, когда BBЕ поднял его для распространения. Выпуск этого альбома был связан с другим ранее не издававшимся в середине 90-х Pete Rock производства альбом, DeDa’s The Original Baby Pa.
В 1996 году он появился на сборнике Red Hot Organisation, America Is Dying Lowely, наряду с Wu-Tang Clan, Coolio и Fat Joe и так далее. CD, предназначался для повышения осведомленности о СПИДе среди афро-американских мужчин, был объявлен шедевром.

## Дискография
- Soul Survivor (1998)
- PeteStrumentals (2001)
- Lost & Found: Hip Hop Underground Soul Classics (2003)
- My Own Worst Enemy (совместно с Ed O.G.) (2004)
- Soul Survivor II (2004)
- The Surviving Elements: From Soul Survivor II Sessions (2005)
- NY's Finest (2008)
- Monumental (совместно с Smif-n-Wessun) (2011)
- Petestrumentals II (2015)
- Return of the SP1200 (2019)